# 돈 (단위)
돈(匁)은 무게의 단위로 1돈은 약 3.75g이다. 10돈은 1냥이다. 돈쭝이라고도 부른다. 화폐 단위인 전(錢)과는 다르다.

## 같이 보기
- 냥 (단위)